# Liparetrus occidentalis
Liparetrus occidentalis är en skalbaggsart som beskrevs av Macleay 1886. Liparetrus occidentalis ingår i släktet Liparetrus och familjen Melolonthidae. Inga underarter finns listade i Catalogue of Life.